# Konakovo
Konakovo (del ruso: Конако́во) es una ciudad del óblast de Tver, en Rusia, centro administrativo del raión homónimo. Está situada en la orilla derecha del embalse de Ivánkovo, sobre el Volga, a 57 km al sudeste de Tver.
En 2021, el territorio de la ciudad tenía una población de 34 208 habitantes, de los cuales 33 560 vivían en la propia ciudad y el resto en seis pedanías: Belávino, Vajroméyevo, Karachárovo, Rechitsy, Shúmnovo y Energuétik.

## Historia

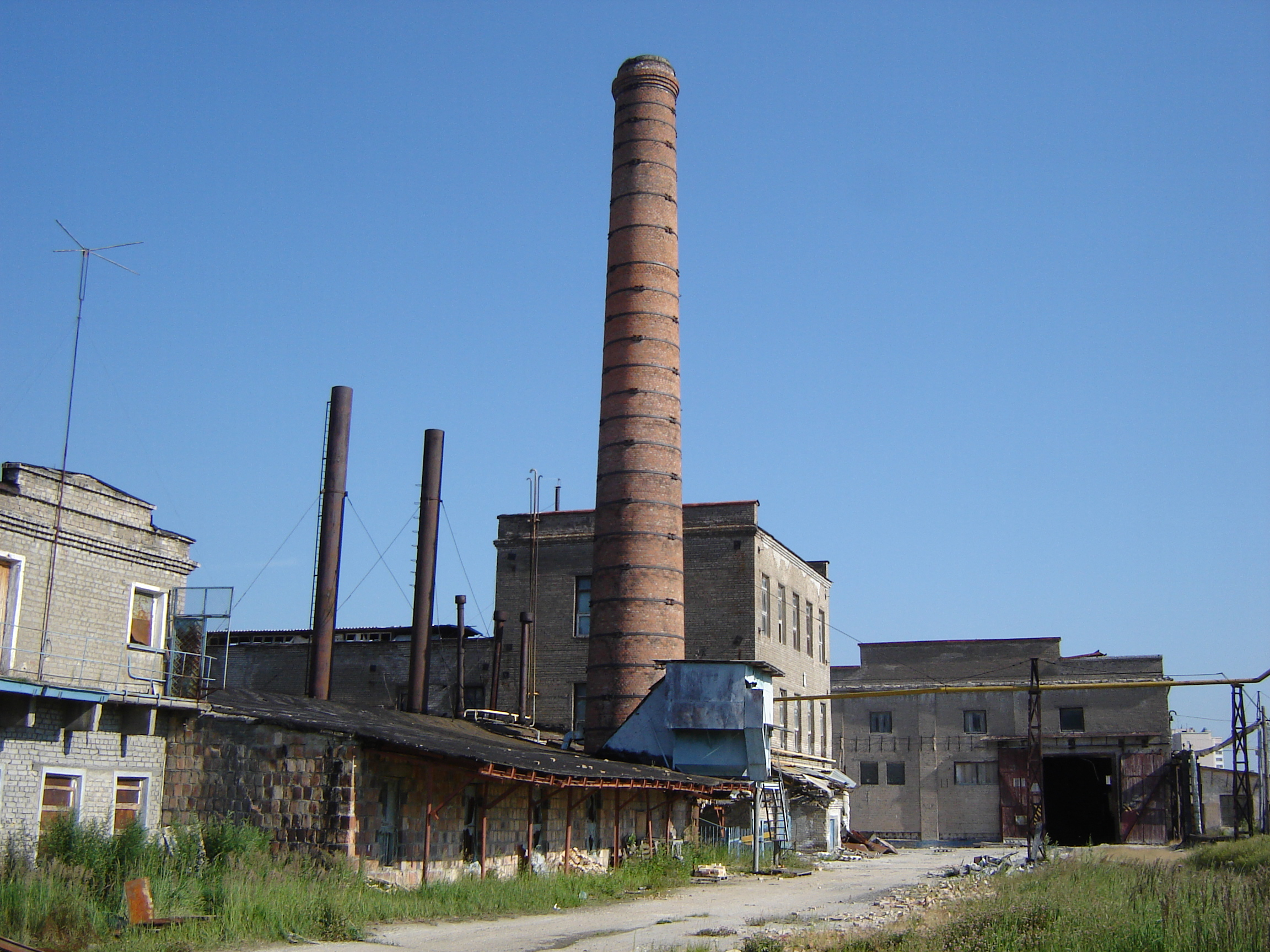
La fábrica de porcelana y loza de Konakovo en 2008

Konakovo es conocida desde 1806, en esa época como un pueblo con el nombre de Kuznetsovo. La población se desarrolló alrededor de una fábrica de porcelana construida entre 1826 y 1828. En 1930, Kuznetsovo fue renombrada como Konakovo en honor del revolucionario Porfiri Pétrovich Konakov (1878-1906), un trabajador de la fábrica de porcelana que participó activamente en la revuelta armada de los obreros y marineros de Kronstadt, en el momento de la Revolución de 1905, que fue detenido y fusilado el 7 de agosto de 1906, tras haber sido condenado a muerte por un tribunal militar. Konakovo tiene estatus de ciudad desde 1937.
En 2021, se llevaron a cabo dos campeonatos de wakesurf en la región de Tver: el Campeonato Internacional Competitivo de Wake Surf Assosiation (CWCA) en Konakovo y el Campeonato Internacional de la Asociación Mundial de Wake Surf (WWA) en Konakovo.

## Demografía
| 1939   | 1959   | 1970   | 1979   | 1989   | 2002   | 2008   |
| ------ | ------ | ------ | ------ | ------ | ------ | ------ |
| 11 900 | 13 700 | 28 500 | 36 800 | 42 522 | 42 335 | 39 750 |

## Industria y transporte

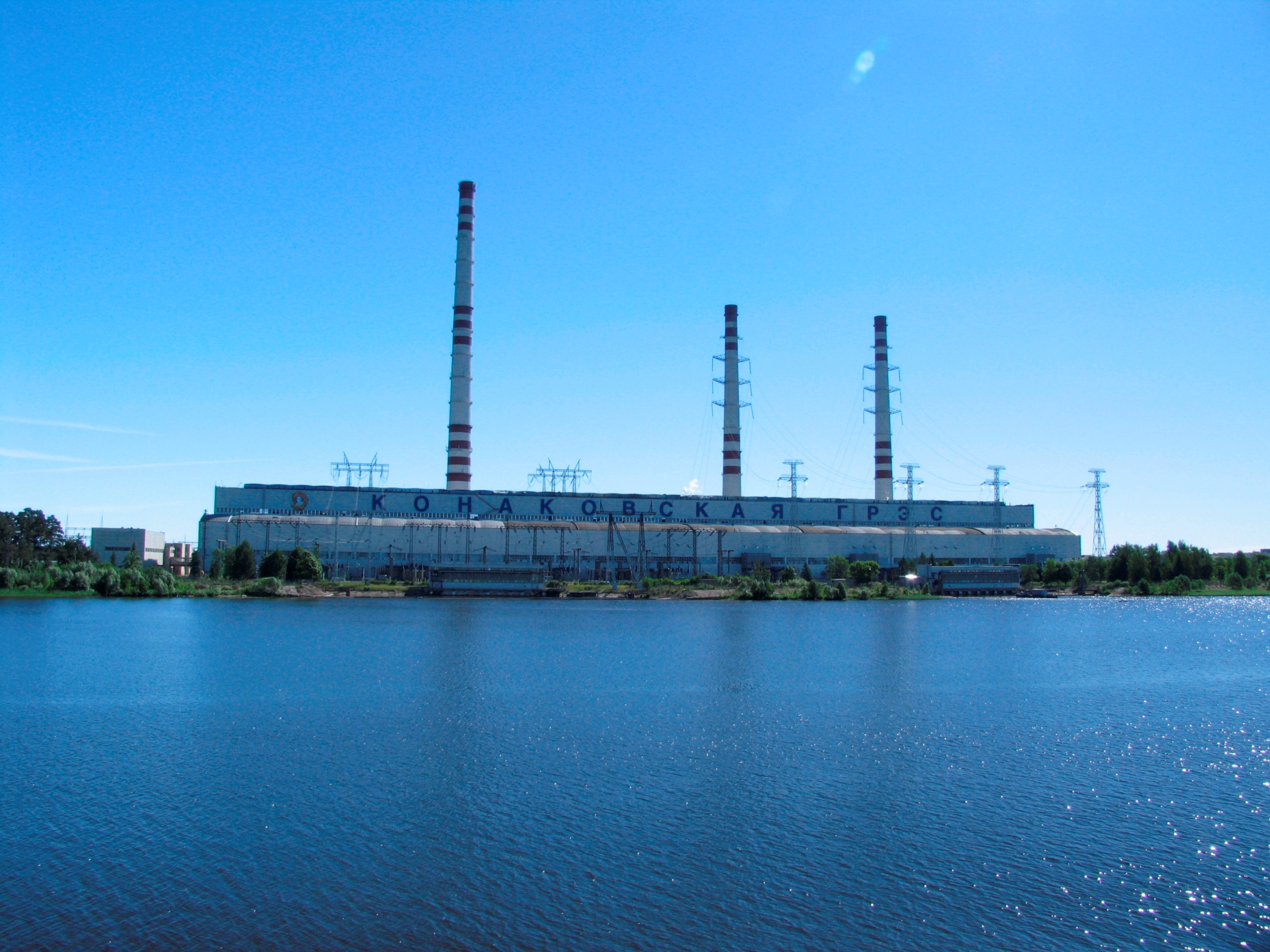
Konakóvskaya GRES, vista desde el Volga, en 2007.

La empresa más conocida de la ciudad es la central termoeléctrica Konakóvskaya GRES, situada al nordeste de la ciudad. Fue construida en 1969. Suministra electricidad para la empresa de generación de energía Enel OGK-5, que fue separada del Estado (empresa estatal RAO UES) en 2004. 
Con base en la vieja fábrica de porcelana que generó el desarrollo de la ciudad, existe una fábrica de platos de loza. Otras compañías industriales de Konakovo se dedican a los materiales de construcción y a la elaboración de herramientas. 
Cuenta con un puerto fluvial en el curso del Volga (en el embalse de Ivánkovo) entre Tver y Dubná. Por otro lado, está conectada por ferrocarril por un ramal de la línea principal Moscú-San Petersburgo.

## Personalidades
- Piotr Nikoláyevich Pospélov, político soviético.